# Sky Castle
Sky Castle (hangul: SKY 캐슬 SKY Kaeseul) – południowokoreański serial telewizyjny emitowany na antenie JTBC. Był emitowany od 23 listopada 2018 roku do 1 lutego 2019 roku, w piątki i soboty o 23:00, liczy 16 odcinków. Główne role odgrywają w nim Yum Jung-ah, Lee Tae-ran, Yoon Se-ah, Oh Na-ra oraz Kim Seo-hyung.
Ostatni odcinek osiągnął najwyższą oglądalność 23,779%, najwyższą wśród seriali koreańskich spośród telewizji kablowych w dniu jego premiery.

## Opis Fabuły
Fabuła serialu obraca się wokół życia gospodyń domowych mieszkających w luksusowym osiedlu Sky Castle na podmiejskim Seulu. Starają się wychowywać swoje dzieci jak książęta i księżniczki.

## Obsada

### Główna
- Yum Jung-ah jako Han Seo-jin / Kwak Mi-hyang
- Lee Tae-ran jako Lee Soo-im
- Yoon Se-ah jako No Seung-hye
- Oh Na-ra jako Jin Jin-hee
- Kim Seo-hyung jako Kim Joo-young

### W pozostałych rolach
| Otoczenie Seo-jin - Jung Joon-ho jako Kang Joon-sang Mąż Seo-jin. Doktor w Joo-nam University Hospital. - Kim Hye-yoon jako Kang Ye-seo Starsza córka Seo-jin. Jej marzeniem jest dostanie się do Narodowego Uniwersytetu Seulskiego, na wydział medyczny. - Lee Ji-won jako Kang Ye-bin Młodsza córka Seo-jin. Cyniczna i często kłóci się z siostrą. - Jung Ae-ri jako pani Yoon Teściowa Seo-jin. Otoczenie Soo-im - Choi Won-young jako Hwang Chi-young Mąż Soo-im. Doktor w Joo-nam University Hospital. Rywal Joon-sanga. - Kang Chan-hee jako Hwang Woo-joo Pasierb Soo-im. Podoba się mu Hye-na, i jest obiektem zainteresowania Ye-seo. Otoczenie Seung-hye - Kim Byung-chul jako Cha Min-hyuk Mąż Seung-hye. Wykładowca prawa i były prokurator. - Park Yoo-na jako Cha Se-ri Córka Seung-hye. - Kim Dong-hee jako Cha Seo-joon Starszy syn Seung-hye. Kolega z klasy Woo-joo. - Jo Byung-gyu jako Cha Ki-joon Młodszy syn Seung-hye. Kolega z klasy Woo-joo. | Otoczenie Jin-hee - Jo Jae-yun jako Woo Yang-woo Mąż Jin-hee. Chirurg ortopeda. - Lee Yoo-jin jako Woo Soo-han Syn Jin-hee. Nie interesuje go nauka, ale wciąż stara się jak może, będąc pod ogromną presją ze strony rodziców. Otoczenie Joo-young - Lee Hyun-jin jako nauczyciel Jo Sekretarz Joo-young. Inni - Kim Bo-ra jako Kim Hye-na Uczennica liceum Sin-ah. Jest traktowana jako wróg przez Ye-seo. Nieślubna córka Kang Joon-sanga. Ona i Hwang Woo-joo bardzo się lubią. - Song Min-hyung jako Choi In-ho - Lee Yeon-soo jako Kim Eun-hye Matka Hye-ny. Rodzina Lee Myung-joo - Kim Jung-nan jako Lee Myung-joo Były mieszkaniec Sky Castle, popełniła samobójswo po tym jak jej syn uciekł z domu. - Song Geon-hee jako Park Young-jae Syn Myung-joo. - Yu Seong-ju jako Park Soo-chang Mąż Myung-joo i ojciec Young-jae. - Lee Joo-yeon jako Lee Ga-eul Dziewczyna Young-jae. |

## Produkcja
- Pierwsze czytanie scenariusza odbyło się 30 sierpnia 2018 roku w stacji JTBC w Sangam, w Seulu[4].
- Większość scen została nakręcona w Yongin, w prowincji Gyeonggi[5].
- Kiedy serial był jeszcze w fazie rozwoju, jego roboczym tytułem był Princess Maker (Hangul: 프린세스 메이커 Peulinseseu Meikeo)[6].
- Kim Jung-eun otrzymała ofertę zagrania jednej z głównych ról, ale odrzuciła ofertę[7].
- Serial został przedłużony z 16 do 20 odcinków, jeszcze zanim rozpoczął nadawanie[8].

## Odbiór
Wysokość oglądalności serialu Sky Castle pobiła rekord pośród koreańskich seriali w telewizji kablowej. Był to nieoczekiwany hit komercyjny – jego oglądalność wzrosła z 1% do dwucyfrowej liczby; zajął także czołowe pozycje w rankingach Contents Power Index (CPI) oraz rankingu popularności TV w Korei. Poza popularnością w Korei Południowej, serial zyskał ogromną popularność również w Chinach.

## Oglądalność
| No. | Data emisji            | Oglądalność (AGB Nielsen) |
| --- | ---------------------- | ------------------------- |
| 1   | 23 listopada 2018(dts) | 1,727%                    |
| 2   | 24 listopada 2018(dts) | 4,373%                    |
| 3   | 30 listopada 2018(dts) | 5,186%                    |
| 4   | 1 grudnia 2018(dts)    | 7,496%                    |
| 5   | 7 grudnia 2018(dts)    | 7,487%                    |
| 6   | 8 grudnia 2018(dts)    | 8,934%                    |
| 7   | 14 grudnia 2018(dts)   | 8,432%                    |
| 8   | 15 grudnia 2018(dts)   | 9,539%                    |
| 9   | 21 grudnia 2018(dts)   | 9,714%                    |
| 10  | 22 grudnia 2018(dts)   | 11,298%                   |
| 11  | 28 grudnia 2018(dts)   | 9,585%                    |
| 12  | 29 grudnia 2018(dts)   | 12,305%                   |
| 13  | 4 stycznia 2019(dts)   | 13,279%                   |
| 14  | 5 stycznia 2019(dts)   | 15,780%                   |
| 15  | 11 stycznia 2019(dts)  | 16,397%                   |
| 16  | 12 stycznia 2019(dts)  | 19,243%                   |
| 17  | 18 stycznia 2019(dts)  | 19,923%                   |
| 18  | 19 stycznia 2019(dts)  | 22,316%                   |
| 19  | 26 stycznia 2019(dts)  | 23,216%                   |
| 20  | 1 lutego 2019(dts)     | 23,779%                   |